# Bombardier CRJ200
Pour un article plus général, voir Bombardier Canadair Regional Jet.
Dimensions
Le CRJ200 est un avion de transport régional à réaction du constructeur canadien Bombardier Aéronautique.
Le 1er juin 2020, Mitsubishi Heavy Industries a racheté à Bombardier la totalité du programme CRJ, et continuera à assurer l'après-vente de cet avion.

## Description de l'avion
Le CRJ200 est propulsé par deux turboréacteurs General Electric CF34-3B1 générant une poussée nominale de 38,83 kN au décollage. À une vitesse de croisière pouvant atteindre 860 km/h, il peut franchir 3 547 km avec une pleine charge de 50 passagers.
Le CRJ200 mesure 26,77 m de long et sa masse maximale au décollage est de 24 t. Son rayon de virage à 180 degrés n'est que de 23 m au sol, un atout important aux aéroports de plus en plus achalandés.
Bombardier Aéronautique propose actuellement deux versions du CRJ200. Le CRJ200 ER et le CRJ200 LR. La version à distance franchissable accrue (ER pour "Extended Range") se distingue par une masse maximale au décollage de 23 t et une distance franchissable de 2 880 km. Enfin, la version à grande distance franchissable (LR pour "Long Range") affiche une masse maximale au décollage de 24 t et une distance franchissable de 3 547 km.
Les moteurs de chacune des versions peuvent être modifiés de façon à donner à l'avion des performances exceptionnelles par temps chaud aux aéroports en haute altitude, permettant ainsi d'accroître la charge marchande et, par conséquent, la rentabilité.

## Spécifications

### Généralités
- Nombre de membres d'équipage 2+1.
- Nombre de passagers 50

### Moteurs
- Nombre 2 turboréacteurs à double flux General Electric CF34-3B1
- Poussée 38,83 kN au décollage
- 41,01 kN en réserve automatique de puissance
- Détaré - standard 23 °C (ISA + 8 °C)
- Détaré - en option 30 °C (ISA + 15 °C)[réf. souhaitée].

### Avionique

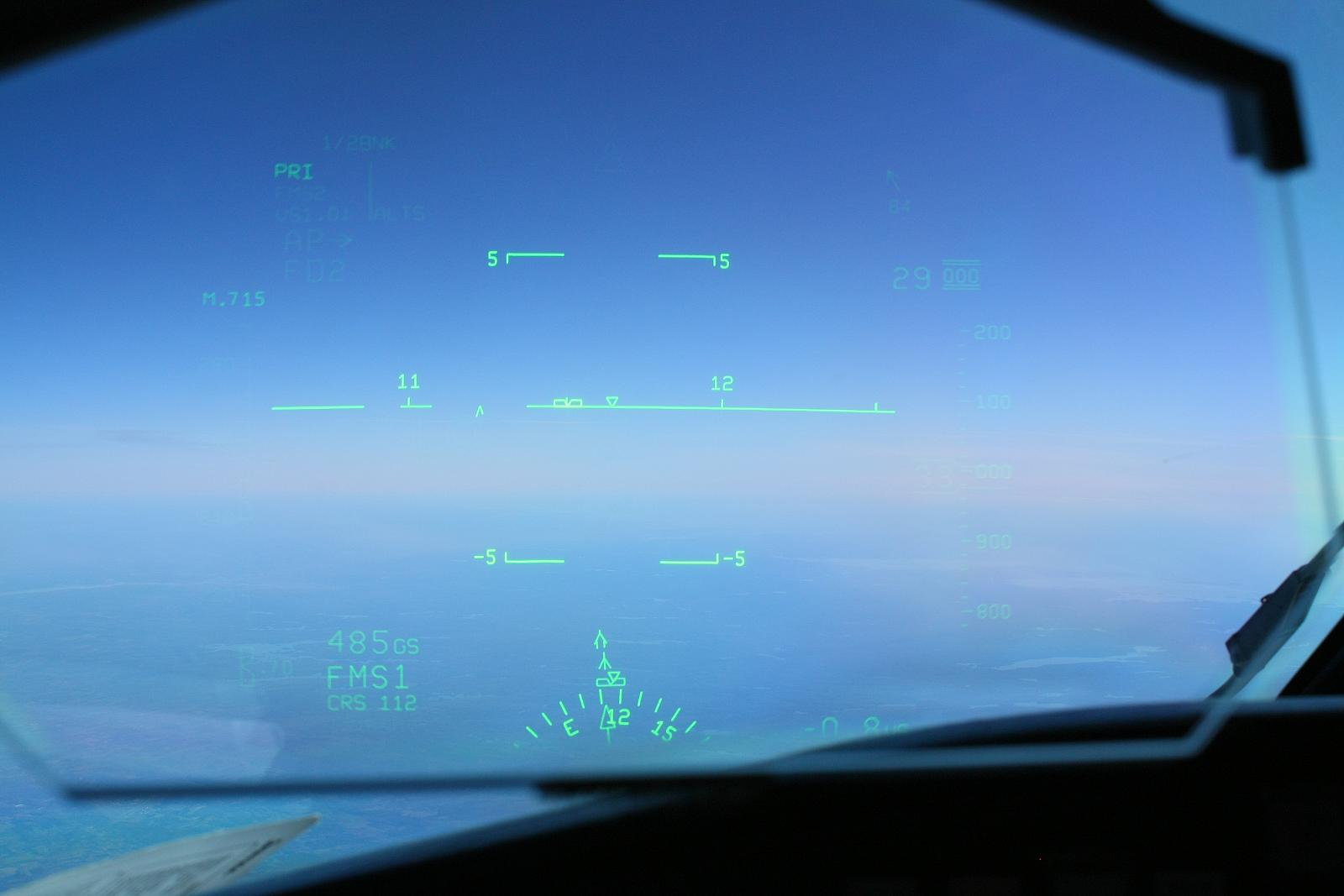
Le HUD du CRJ200

- Système d'instruments de vol électroniques (EFIS) Collins Pro Line 4 à six écrans
- Système d'affichage des paramètres réacteurs, de mise en garde et d'alarme à deux écrans (EICAS)
- Double centrale de cap et de verticale (AHRS) certains sont équipés de centrales à inertie permettant l'atterrissage en catégorie IIIa en manuel à l'aide d'un HUD (collimateur tête haute)
- Système anticollision
- Radar météorologique à affichage numérique Collins

### Dimensions
| Extérieures                                           | Extérieures |
| ----------------------------------------------------- | ----------- |
| Longueur hors tout                                    | 26,77 m     |
| Envergure                                             | 21,21 m     |
| Surface alaire (nette)                                | 48,35 m2    |
| Hauteur hors tout                                     | 6,22 m      |
| Diamètre maximale du fuselage                         | 2,69 m      |
| Rayon de virage à 180 °                               | 22,86 m     |
| Intérieures                                           |             |
| Longueur de la cabine (poste de pilotage non compris) | 14,76 m     |
| Largeur maximale de la cabine (au niveau de l'axe)    | 2,49 m      |
| Largeur de la cabine (au niveau du plancher)          | 2,18 m      |
| Hauteur maximale                                      | 1,85 m      |
| Surface de plancher (poste de pilotage non compris)   | 32,14 m2    |
| Volume de la cabine                                   | 57,07 m3    |
| Volume bagages total                                  | 13,39 m3    |
| Portes et issues                                      |             |
| Porte passagers (avant gauche)                        |             |
| Hauteur                                               | 1,78 m      |
| Largeur                                               | 0,91 m      |
| Hauteur au seuil                                      | 1,61 m      |
| Porte soute à bagages (arrière gauche)                |             |
| Hauteur                                               | 0,84 m      |
| Largeur                                               | 1,09 m      |
| Hauteur au seuil                                      | 1,61 m      |
| Porte de service (droite, avant)                      |             |
| Hauteur                                               | 1,22 m      |
| Largeur                                               | 0,61 m      |
| Hauteur au seuil                                      | 1,61 m      |
| Masses                                                |             |
| Masse maximale sur l'aire de trafic                   |             |
| CRJ200 ER                                             | 23 247 kg   |
| CRJ200 LR                                             | 24 154 kg   |
| Masse maximale au décollage (MTOW)                    |             |
| CRJ200 ER                                             | 23 134 kg   |
| CRJ200 LR                                             | 24 041 kg   |
| Masse maximale à l'atterrissage (MLW)                 | 21 319 kg   |
| Masse maximale sans carburant                         | 19 958 kg   |
| Masse à vide en ordre d'exploitation                  | 13 835 kg   |
| Quantité maximale de carburant                        | 6 489 kg    |
| Charge marchande maximale                             | 6 124 kg    |

### Performances
Distance franchissable à vitesse de croisière optimale (LRC)
|                                  | km    |
| -------------------------------- | ----- |
| CRJ200 ER FAA 121 (50 passagers) | 2 088 |
| CRJ200 LR FAA 121 (50 passagers) | 3 547 |

Vitesse
|                               | km/h |
| ----------------------------- | ---- |
| Vitesse de croisière élevée   | 860  |
| Vitesse de croisière optimale | 786  |

Piste
| CRJ200 ER                                                |         |
| Longueur de piste au décollage FAR (SL, ISA, MLW)        | 1 768 m |
| Longueur de piste à l'atterrissage FAR 121 (SL, MLW)     | 1 479 m |
| CRJ200 LR                                                |         |
| Longueur de piste au décollage FAR (SL, ISA, MTOW)       | 1 918 m |
| Longueur de piste à l'atterrissage FAR (SL, MLW)         | 1 479 m |
| Consommation horaire de carburant (moyenne en croisière) | 1 230 L |

Altitude
| Plafond pratique | 12 496 m |

Niveaux de bruit :
|               | EPNdB | FAR 36 EPNdB |
| ------------- | ----- | ------------ |
| Décollage     | 77,6  | 89           |
| Approche      | 82,4  | 94           |
| Bruit latéral | 92,1  | 98           |

## Intérieur
La cabine des passagers, d'une largeur de 2,57 m, peut accueillir des fauteuils en groupement double de chaque côté du couloir central. Les passagers bénéficient d'une hauteur de plafond de plus de 1,85 m. Le CRJ est également doté d'un office avant, de toilettes à l'arrière et d'une soute à bagages dans la partie arrière du fuselage.

## Accidents notables
- Le 24 juillet 2024 un CRJ 200ER de la compagnie aérienne népalaise Saurya Airlines s'est écrasé peu après son décollage de l'aéroport de Katmandou. Dix-huit des dix-neuf occupants de l'avion sont morts[2].

Le commandant de bord, pilote en fonction, a décollé trop brutalement, avec un calcul erroné de la vitesse de décollage, dû à l'appréciation approximative de la masse de l'avion, ainsi qu'à une erreur de la compagnie dans les tables de vitesses. L'avion à vitesse insuffisante, a décroché immédiatement après le décollage, basculant sur une aile avant de percuter le sol. Les secours ont eu des difficultés à atteindre l'épave, cette partie de l'aérodrome n'étant pas accessible.
- Vol West Air Sweden 294 du 6 janvier 2016